# 지방도 제315호선
지방도 제315호선은 경기도 평택시 팽성읍 객사삼거리에서 화성시, 수원시를 거쳐 용인시 기흥구 상하교를 잇는 경기도의 지방도이다.

## 연혁
- 2005년 3월 28일 : 기존 지방도 제315호선인 '벽제 ~ 법원선'을 폐지[1]
- 2005년 3월 28일 : 지방도 제315호선을 새로 지정[2]
- 2009년 10월 29일 : 분천 ~ 송산간 도로(화성시 안녕동) 350m 구간 개통[3]
- 2014년 4월 4일 : 궁안고가교(평택시 오성면 안화리) 0.56km 구간 개통[4]

## 주요 경유지
- 평택시
  - 팽성읍 객사삼거리 - 팽성읍사무소 - 부용초등학교 - 영동아파트사거리 - 안정리사거리 - (수정약국) - 안정3리사거리 - 동창리 - 원정삼거리 - (근내2리) - 석봉리 - (미개통 구간)
  - 오성면 (미개통 구간) - 창내리 - 신리 - 궁안고가교 - 안화리 - 안화교
  - 청북읍 안화교 - 백봉리 - 어연리
  - 고덕면 동청리
  - 청북읍 동연 교차로 - 율북리

- 화성시
  - 양감면 용소리

- 평택시
  - 서탄면 황구지리

- 화성시
  - 양감면 음소 교차로 - (미개통 구간) - (정문1리) - 송산리 - (미개통 구간 : 송산리)
  - 향남읍 (미개통 구간 : 수직리 - 길성리 - 갈천리 - 증거리)
  - 정남면 (미개통 구간 : 귀래리) - 계향리 - 계향교 - 발산리 - 신리사거리 - 정남2교 - (회전교차로) - 괘랑리
  - 화산동 안녕동 - (아름마을아파트앞 사거리) - 안녕지하차도 - 안녕삼거리 - 안용중학교 - 송산교
  - 진안동 송산교 - 병점육교 - 병점지하차도 교차로 - 화남아파트사거리 - 공영주차장사거리 - 중심상가사거리 - 진안골입구삼거리 - 안화78단지삼거리 - 안화6단지삼거리 - 능리 교차로
  - 반월동 능리 교차로 -  삼성전자 수원공장 - 빅마켓 신영통점 - 반월 교차로

- 수원시
  - 영통구 망포지하차도 - 태장사거리 - 태장초교사거리 - 당암사거리 - 망포역 - 당암어린이공원 - 망포육교 - 외서천삼거리

- 용인시
  - 기흥구 서천사거리 - 경희대학교 국제캠퍼스 - 경희대기숙사앞 교차로 - 노블카운티삼거리 - 외환은행연수원사거리 - 신안인스빌1단지삼거리 - 신안인스빌2단지삼거리 - 하갈 교차로 - 하갈교 - 대덕사입구사거리 - 보라횡단교 - 보라횡단교삼거리 - 현대모닝사이드삼거리 - 보라교 - 보라교사거리 - 보라지구입구삼거리 - 민속촌입구삼거리 - 선비마을삼거리 - 보라2동삼거리 - 한국민속촌 - 나곡초교입구삼거리 - 남부CC삼거리 - 지곡동입구삼거리 - 하동교 - 지곡초교삼거리 - 상하 교차로 - 상하교

## 중복 구간
- 화성시 정남면 신리사거리 ~ 반월동 반월 교차로 : 지방도 제318호선과 중복
- 화성시 화산동 (아름마을아파트앞 사거리) ~ 진안동 능리 교차로 : 국가지원지방도 제84호선과 중복
- 용인시 기흥구 보라횡단교삼거리 ~ 보라교사거리 : 국가지원지방도 제23호선과 중복

## 도로명
- 평택시 팽성읍 객사삼거리 ~ 안정리사거리 : 동서촌로
- 평택시 팽성읍 안정리사거리 ~ (수정약국) : 안정쇼핑로
- 평택시 팽성읍 (수정약국) ~ 안정3리사거리 : 안정순환로172번길
- 평택시 팽성읍 안정3리사거리 ~ 원정삼거리 : 팽성대교길
- 평택시 팽성읍 원정삼거리 ~ (근내2리) : 팽성북로
- 평택시 팽성읍 (근내2리) ~ 석봉리 : 석봉길
- 평택시 오성면 창내리 ~ 궁안고가교 : 강변로
- 평택시 오성면 궁안고가교 ~ 화성시 양감면 음소 교차로 : 도로명 없음
- 화성시 양감면 (정문1리) ~ 송산리 : 정문송산로
- 화성시 정남면 계향리 ~ 신리사거리 : 만년로
- 화성시 정남면 신리사거리 ~ 화산동 (아름마을아파트앞 사거리) : 서봉로
- 화성시 화산동 (아름마을아파트앞 사거리) ~ 반월동 반월 교차로 : 효행로
- 화성시 반월동 반월 교차로 ~ 수원시 영통구 망포역 : 영통로
- 수원시 영통구 망포역 ~ 외서천삼거리 : 영통로200번길
- 수원시 영통구 외서천삼거리 ~ 용인시 기흥구 하갈 교차로 : 덕영대로
- 용인시 기흥구 하갈 교차로 ~ 보라횡단교삼거리 : 보라하갈로
- 용인시 기흥구 보라횡단교삼거리 ~ 보라교사거리 : 용구대로
- 용인시 기흥구 보라교사거리 ~ 상하교 : 사은로